# Доманін (Кольський повіт)
Доманін (пол. Domanin) — село в Польщі, у гміні Домб'є Кольського повіту Великопольського воєводства.
Населення — 177 осіб (2011).
У 1975-1998 роках село належало до Конінського воєводства.

## Демографія
Демографічна структура станом на 31 березня 2011 року:
|          | Загалом | Допрацездатний вік | Працездатний вік | Постпрацездатний вік |
| -------- | ------- | ------------------ | ---------------- | -------------------- |
| Чоловіки | 98      | 22                 | 64               | 12                   |
| Жінки    | 79      | 15                 | 42               | 22                   |
| Разом    | 177     | 37                 | 106              | 34                   |